# Prater
El Wiener Prater, conocido simplemente como Prater, es un gran parque público en Leopoldstadt, el segundo distrito de la ciudad de Viena (Austria). El nombre de Prater deriva en último lugar de la palabra en latín pratum que significa prado, posiblemente a través de la palabra en español. El término Prater suele usarse para referirse al parque de atracciones Wurstelprater situado en la esquina del parque y que incluye al Wiener Riesenrad.

## Historia
El lugar sobre el que se ubica el actual Prater es mencionado por primera vez en 1162, cuando Federico I cedió las tierras a una familia de la nobleza llamada Prato. La palabra "Prater" se empleó por primera vez en 1403, originalmente refiriéndose a una pequeña isla en el Danubio al norte de Freudenau, pero su significado se fue extendiendo gradualmente a las zonas adyacentes. Los terrenos cambiaron de dueños frecuentemente hasta que fueron adquiridos por el emperador Maximiliano II en 1560 para dedicarlos a la caza. Para solucionar el problema de los cazadores furtivos, el emperador Rodolfo II prohibió la entrada al Prater. El 7 de abril de 1766, el emperador José II declaró al Prater abierto para el entretenimiento público y permitió establecimientos de venta de café, que fueron los inicios del parque de atracciones Wurstelprater. A lo largo de los años, la práctica de la caza fue habitual en el recinto, hasta que fue prohibida en 1920.
En 1873, tuvo lugar en el Prater la Exposición Universal de Viena, para la cual dejaron un gran espacio alrededor de la Rotunde, que se quemó en 1937. Ese terreno está ocupado en la actualidad por las casas del Messegelände (centro de exhibiciones).
En 2004, comenzaron las principales renovaciones del Wurstelprater,  y al final entró en servicio una nueva línea de metro el 11 de mayo de 2008, que incluye tres paradas a lo largo del Prater. La estación ferroviaria de Praterstern ha estado operativa durante un largo tiempo y sólo está a unas docenas de metros de una entrada del parque.
La superficie total del parque también se ha reducido por la construcción del Estadio Ernst Happel (el estadio nacional de Austria, anteriormente conocido como Estadio del Prater), la Südosttangente (el tramo de autovía más concurrido de Austria) y un autódromo.

## Puntos de interés
La avenida principal, llamada Hauptallee, es la arteria viaria principal, a cuyos lados se alinean castaños, está cerrada al paso de motoristas y es muy conocida entre los aficionados al deporte por la maratón anual de Viena. El Prater es el lugar en el que se halla el Liliputbahn, un ferrocarril de vía estrecha. Otro lugar inusual que se encuentra en el parque del Prater es la República de Kugelmugel, una micronación esférica. También tiene un planetario y el Prater Museum.